# Jorge Humberto Martínez
Jorge Humberto Martínez Correa (* 5. November 1975 in Jardín) ist ein kolumbianischer Radrennfahrer.
Jorge Martinez wurde 1999 Erster der Gesamtwertung bei der Vuelta de Higuito. 2002 konnte er eine Etappe bei der Vuelta a Colombia gewinnen. Im nächsten Jahr war er auf einem Teilstück des Clasica de la Guadua-Gobernación de Risaralda erfolgreich. In der Saison 2004 gewann Martinez eine Etappe beim Doble Copacabana Grand Prix Fides sowie eine Etappe und die Gesamtwertung beim Grand Prix Mundo Ciclistico. Bei den Panamerikanischen Meisterschaften 2004 wurde er Zweiter im Straßenrennen. Bei der Vuelta a Colombia war er 2005 zum zweiten Mal auf einem Teilstück erfolgreich. Ein Jahr später gewann Martinez jeweils eine Etappe bei der Vuelta al Valle, bei der Vuelta a Uraba und bei der Vuelta al Estado de Oaxaca. Bei der Vuelta a San Luis Potosi gewann er zwei Etappen und konnte so auch die Gesamtwertung für sich entscheiden. 

## Erfolge
2002
- eine Etappe Vuelta a Colombia

2004
- eine Etappe Doble Copacabana Grand Prix Fides

2005
- eine Etappe Vuelta a Colombia

2006
- eine Etappe Vuelta a Estado de Oaxaca

## Teams
- 2002 Colombia-Selle Italia
- 2003 05 Orbitel
- 2004 05 Orbitel

...
- 2006 Caico Cycling Team
- 2007 Caico Cycling Team
- 2008 Caico Cycling Team
- 2009 UNE-EPM
- 2010 UNE-EPM

...
- 2013 Supergiros-Blanco Valle-Redetrans